# Apocephalus dinoponerae
Apocephalus dinoponerae är en tvåvingeart som beskrevs av Brown 2000. Apocephalus dinoponerae ingår i släktet Apocephalus och familjen puckelflugor.
Artens utbredningsområde är Colombia. Inga underarter finns listade i Catalogue of Life.